# 牧野澪菜
牧野 澪菜（まきの れいな、1995年9月2日 - ）は、日本の女優、グラビアアイドル。福島県出身。

## 略歴
インタビューで「芸能界デビューのきっかけは」の問いに、「小さい頃からモーニング娘。やハロー!プロジェクトが好きだったのと、母親の影響で浜崎あゆみさんに憧れを抱くようになりました。ステージ上で表現でき、自分でも作詞ができる歌手になることが目標になり、それをかなえるために地元の芸能事務所の方に出会いました。ただ、歌を聴いていただいたとき『あまり上手ではないね』と言われてしまい、まずは表現力を鍛えようと、劇団入りして芝居を始めたのがきっかけです」と、述べている。
2020年11月8日、「GOLDEX mobileイメージガールズ2021」に選ばれる。
2020年12月18日、「グラビア・オブ・ザ・イヤー2020」（主催：キネマ旬報社）にて、優秀賞に選出される。
2022年1月、前年12月発売の5作目をもってイメージビデオ作品からの卒業を宣言。水着グラビアは継続するものの、徐々に女優業へシフトしていく予定であるという。

## 人物
パソコン利用技術検定3級、電卓実務検定3級、Word文書処理技能認定試験3級、パソコン入力スピード認定試験4級の資格を有している。
趣味は詩を書くこと、刑事ドラマを観ること。特技は持久走、Word処理。
セールスポイントは、身長の小ささ（144cm）。あまりに小さいため、母親の身長である自称158cmと語っていた頃もあった。

## 出演

### テレビ
- どうしても呑みたい夜がある Season3（2020年10月、福島中央テレビ）[10]
- がんばれ!TEAM NACS episodo3（2021年7月4日、WOWOW） - 本人 役[11]

### 舞台
- オールディーズの初恋 地獄（2014年6月、しまぁ～ん共和国）[12]
- 真夜中のダンシング弱虫（2014年10月、しまぁ～ん共和国）[13]
- TEAM SHIMaaaN（2015年1月、しまぁ～ん共和国）[14]
- オタクたちの低空非行（2015年4月、しまぁ～ん共和国）[15]
- ドメスティック初期微動（2015年10月、しまぁ～ん共和国）[16]
- ONE-WAY（2015年12月、スズキプロジェクトバージョンファイブ）[17]
- 犯人は吉田だ！（仮）（2016年5月、しまぁ～ん共和国）[18]
- 希望の色（2016年7月、フリーハンド）[19]
- ファインド・ハント（2016年8月、しまぁ～ん共和国）[20]
- 共和国民的遊戯　～やらん、やまん、ま～きのっ♥～（2016年9月、しまぁ～ん共和国）[21]
- 学園探偵薔薇戦士（2017年10月、フリーハンド）[22]
- ロミミ The W edition（2018年3月、はちみつシアター）[23]
- パラドーション0 未来はあなたを誇ってる（2018年12月、はちみつシアター）[24]
- ヴァンパイアバンド・ファイナル（2019年1月、コノエノ!）[25]
- One Situation Four Texts～起承転結～（2019年3月、萬劇場）[26]
- ビックリマン 〜ザ・ステージ〜（2019年12月、六行会ホール）天野タケル役[27]
- 新サクラ大戦 the stage(2020年11月、ヒューリックホール東京) 芽組（アンサンブル）役[28][29]

## 作品

### イメージビデオ
- れいな144（2019年9月20日、竹書房）[30]
- れいなのあと数センチ（2020年2月20日、イーネット・フロンティア）[31]
- れいなは一生懸命!!（2020年6月20日、ラインコミュニケーションズ）[32]
- 聖澪（2020年10月30日、エスデジタル）[33][34][35]
- Moments （2021年12月23日、ギルド）

### 電子書籍
- はじめてのれいな（2019年11月1日、竹書房）
- れいなを知ってください（2019年11月1日、竹書房）